# Schaller (Iowa)
Schaller és una població dels Estats Units a l'estat d'Iowa. Segons el cens del 2000 tenia 779 habitants.

## Demografia
Segons el cens del 2000, Schaller tenia 779 habitants, 321 habitatges, i 216 famílies. La densitat de població era de 238,7 habitants/km².
Dels 321 habitatges en un 30,2% hi vivien nens de menys de 18 anys, en un 54,8% hi vivien parelles casades, en un 9,3% dones solteres, i en un 32,4% no eren unitats familiars. En el 28,7% dels habitatges hi vivien persones soles el 14% de les quals corresponia a persones de 65 anys o més que vivien soles. El nombre mitjà de persones vivint en cada habitatge era de 2,43 i el nombre mitjà de persones que vivien en cada família era de 2,97.
Per edats la població es repartia de la següent manera: un 27,1% tenia menys de 18 anys, un 9,1% entre 18 i 24, un 23,6% entre 25 i 44, un 20,4% de 45 a 60 i un 19,8% 65 anys o més.
L'edat mediana era de 38 anys. Per cada 100 dones de 18 o més anys hi havia 93,9 homes.
La renda mediana per habitatge era de 33.365 $ i la renda mediana per família de 40.268 $. Els homes tenien una renda mediana de 26.964 $ mentre que les dones 17.875 $. La renda per capita de la població era de 15.520 $. Entorn del 2,6% de les famílies i el 5% de la població estaven per davall del llindar de pobresa.

## Poblacions més properes
El següent diagrama mostra les poblacions més properes.